# Cameron Johnson (attore)
Cameron Johnson (Maurice, 2 luglio 1999) è un attore statunitense.
È famoso per il ruolo di Theo Carver nella soap opera Il tempo della nostra vita.

## Biografia
Johnson è il figlio di Eric Johnson e Phyllis Johnson (nata Catalon). Ha due fratelli, Eric II e Myles. È cresciuto a Maurice (Louisiana), ma attualmente vive a Los Angeles, in California. Ha frequentato la North Vermilion High nella sua città natale e si è laureato nel 2017.

### Carriera
Johnson ha fatto il suo debutto nella serie televisiva The Mick nel 2017 ed è apparso anche nel film televisivo Un ammiratore pericoloso. Nel 2018, è apparso in un episodio della serie 9-1-1. Nel 2019, Johnson è apparso in due episodi della serie originale di Hulu, Light as a Feather. Nel 2020, Johnson ha recitato accanto a Scout Taylor-Compton nel film horror Star Light. Nel 2020 interpreta Theo Carver nella soap opera Il tempo della nostra vita restando nella soap fino al 2023.

## Filmografia

### Cinema
- Star Light (2020)
- Yes Day (2021)

### Televisione
- The Mick - serie TV, 1 episodio (2017)
- Un ammiratore pericoloso - film TV (2017)
- 9-1-1 - serie TV, 1 episodio (2018)
- Light as a Feather - serie TV, 2 episodi (2019)
- Il tempo della nostra vita - soap opera (2020-2023)